# Pou de gel (Cervera)
El Pou de gel és una obra de Cervera (Segarra) protegida com a Bé Cultural d'Interès Local.

## Descripció
Pou de gel situat al soterrani de l'edifici de la Paeria de Cervera, a la seva façana nord, annex a l'indret on hi havia les antigues presons. Excepcionalment és un pou de planta trapezoidal, a diferència de la majoria, que solen ser circulars, com el de Guissona, Agramunt o Torà. El fiter està excavat directament a la roca natural, mentre la resta -el que serien els murs i la volta- està revestit de pedra saulonenca rejuntada d'uns 90 cm de gruix aproximat.

## Història
Entre els segles XV i XVIII s'inicià aquesta indústria de producció de gel (encara que anteriorment ja existia la seva producció), la qual va durar fins al segle xx. La tècnica consistia en embassar aigua en clots, preferentment en terra argilosa amb molta aigua. Un cop gelada es treien penques de gel i es portaven al pou amb carro, col·locant-se en capes que s'aïllaven de la paret del pou amb palla o branques. El gel es col·locava dins el pou per l'obertura lateral i s'extreia per la zenital. El gel servia per mantenir els aliments i refrescar begudes o altres productes, però també tenia una funció terapèutica ja què s'utilitzava per baixar la febre.
Els primers documents que parlen del pou de gel són arrendaments que daten del segle xvii, tot i que hi ha constància anterior de la seva existència. Així, sembla que l'any 1400 es construí una gran cisterna vora les obres del nou temple parroquial de Santa Maria, concretament davant la capella de Santa Eulàlia. La cisterna es destinava a recollir les aigües procedents de l'obra nova de Santa Maria, de la Paeria i d'altres cases veïnes.
A començaments del segle xvi, la cisterna esdevingué un pou per abastir d'aigua l'església parroquial, però a finals de segle, coincidint amb una etapa de grans gelades i climatologia extrema, el que en podríem dir indústria del gel o de la neu arribà a Cervera, arribant a un gran nivell d'activitat a l'època de la Universitat, quan es guardava la neu obtinguda durant l'hivern per tal de poder disposar de gel a l'estiu.
El gel s'obtenia de les basses que hi havia davant de la Universitat, al molí del Grau o al de Fiol i fins i tot de Sant Pere dels Arquells. En èpoques de sequera el gel es duia des de Bellmunt i en alguna ocasió el baixaven de Sant Llorenç de Morunys.